# Lista dos 30 maiores ícones brasileiros da guitarra e do violão pela Rolling Stone Brasil
Na edição de fevereiro de 2012 da revista Rolling Stone Brasil, foi divulgada uma lista com os 30 maiores ícones brasileiros do violão e da guitarra, divididos em 5 categorias. A edição divulgava uma lista da Rolling Stone americana elegendo os 100 maiores guitarristas da história, e assim os editores brasileiros decidiram eleger os 30 maiores ícones brasileiros da guitarra e do violão para enriquecer a matéria com conteúdo nacional.

## A Lista
| Categoria          | Explicação                                                                                  | Músicos |
| ------------------ | ------------------------------------------------------------------------------------------- | --- |
| Nossos Ícones      | "Seja forjando um estilo, seja renovando a música do Brasil, estes músicos criaram escola." | João Gilberto • Jorge Ben Jor • Pepeu Gomes • Sergio Dias • Edgard Scandurra                                                   |
| Muito Além do Rock | "Eles não são apenas versados no rock, mas também atacam no pop, jazz e blues."             | Lanny Gordin • André Christovam • Luis Carlini • Roberto Frejat • Renato Barros • Herbert Vianna • Toninho Horta • Lulu Santos |
| Mestres Acústicos  | "O som do nosso violão foi o impulso para o surgimento da bossa nova e da MPB."             | Roberto Menescal • Baden Powell • Raphael Rabello • Luiz Bonfá • Egberto Gismonti • Toquinho                                   |
| Heróis Virtuosos   | "Estes brasileiros têm como características comuns rapidez, técnica e versatilidade."       | Andreas Kisser • Mozart Mello • Wander Taffo • Edu Ardanuy • Faíska • Kiko Loureiro • André Nieri                              |
| Raízes Brasileiras | "Quem faz a riqueza e a diversidade da música longe das metrópoles."                        | Almir Sater • Armandinho • Helena Meirelles • Chimbinha • Robertinho do Recife • Yamandu Costa                                 |

## Lista dos 70 mestres brasileiros da guitarra e do violão pela Rolling Stone Brasil
A lista dos 70 mestres brasileiros da guitarra e do violão foi elaborada pela revista Rolling Stone Brasil em 2012.
- Aladdin (Romeu Mantovani Sobrinho)
- André “Zaza” Hernandes
- Badi Assad - “O estilo percussivo e intrincado do violão de Badi já correu o mundo. Apesar de ser categorizada como uma artista de world music, ela carrega em seu som todo o tipo de influência, incluindo jazz, sons regionais do Brasil, música erudita e oriental”.(Revista Rolling Stone)[9]
- Baden Powell
- Bola Sete (Djalma de Andrade)
- Bruno Kayapy (Macaco Bong)
- Caetano Veloso
- Canhoto (Américo Jacomino)
- Carlos Lyra
- Carlos Tomati
- Celso Blues Boy
- Celso Fonseca
- Celso Vecchione
- Dilermando Reis
- Fernando Catatau
- Fernando de la Rua
- Fernando Melo
- Frank Solari
- Fernando Noronha
- Frederyco
- Roberto Frejat
- José “Gato” Provetti
- Garoto (Aníbal Augusto Sardinha)
- Guinga
- Heraldo do Monte
- Hélcio Aguirra
- Helio Delmiro
- Hugo Mariutti
- Inezita Barroso
- Jacob do Bandolim
- Jão (Ratos de Porão)
- João Bosco
- Joe Moghrabi
- John Ulhoa
- Juninho Afram
- Laurindo de Almeida
- Lúcio Maia
- Luiz Bueno
- Marcelo Camelo
- Marcos De Ros - “O gaúcho De Ros é um daqueles instrumentistas que já passaram por todos os estilos. Tocou fusion, hard, thrash metal e até música clássica. Seu último CD, “Peças de Bravura”, gravado ao lado do pianista Éder Bergozza, exibe suas habilidades em gêneros alternativos como choro, baião e milonga” (Rolling Stone Brasil)[10]
- Mestre Vieira
- Mimi Lessa
- Nélson Cavaquinho
- Normando Santos
- Nuno Mindelis
- Olmir Stocker
- Oscar Castro-Neves
- Paulinho Guitarra
- Paulinho da Viola
- Paulinho Nogueira
- Piska (Carlos Roberto Piazzoli)
- Poli (Ângelo Apolônio)
- Rafael Bittencourt
- Rainer Pappon
- Ricardo Primata
- Waldemar Mozema
- Roberto de Carvalho
- Roger Franco
- Romero Lubambo
- Rosinha de Valença
- Samuel Rosa
- Sebastião Tapajós
- Sérgio "Serj" Buss
- Sérgio Hinds
- Tiago Della Vega
- Turíbio Santos
- Ulisses Miyazawa
- Vítor Ramil
- Zé Menezes
- Waldir Azevedo
- Yves Passarell